# Salgar
Salgar este un municipiu din departamentul Antioquia, Columbia.